# Jeremiah Fears
Jeremiah Fears, né le 14 octobre 2006 à Joliet dans l'Illinois, est un joueur américain de basket-ball évoluant aux postes de meneur et d'arrière. Il mesure 1,90 m.

## Biographie

### NBA
Jeremiah Fears est sélectionné en septième position par les Pelicans de La Nouvelle-Orléans lors de la draft 2025 de la NBA.

## Statistiques

### Universitaires
| Saison    | Équipe   | Matchs | Titul. | Min./m | % Tir | % 3pts | % LF | Rbds/m. | Pass/m. | Int/m. | Ctr/m. | Pts/m. |
| --------- | -------- | ------ | ------ | ------ | ----- | ------ | ---- | ------- | ------- | ------ | ------ | ------ |
| 2024-2025 | Oklahoma | 34     | 31     | 30.2   | .434  | .284   | .851 | 4.1     | 4.1     | 1.6    | .1     | 17.1   |

## Palmarès et distinctions individuelles

### Universitaire
- SEC All-Freshman Team (2025)